# Ebalia cariosa
Ebalia cariosa är en kräftdjursart som först beskrevs av William Stimpson 1860.  Ebalia cariosa ingår i släktet Ebalia och familjen Leucosiidae. Inga underarter finns listade i Catalogue of Life.